# Wüstenahorn

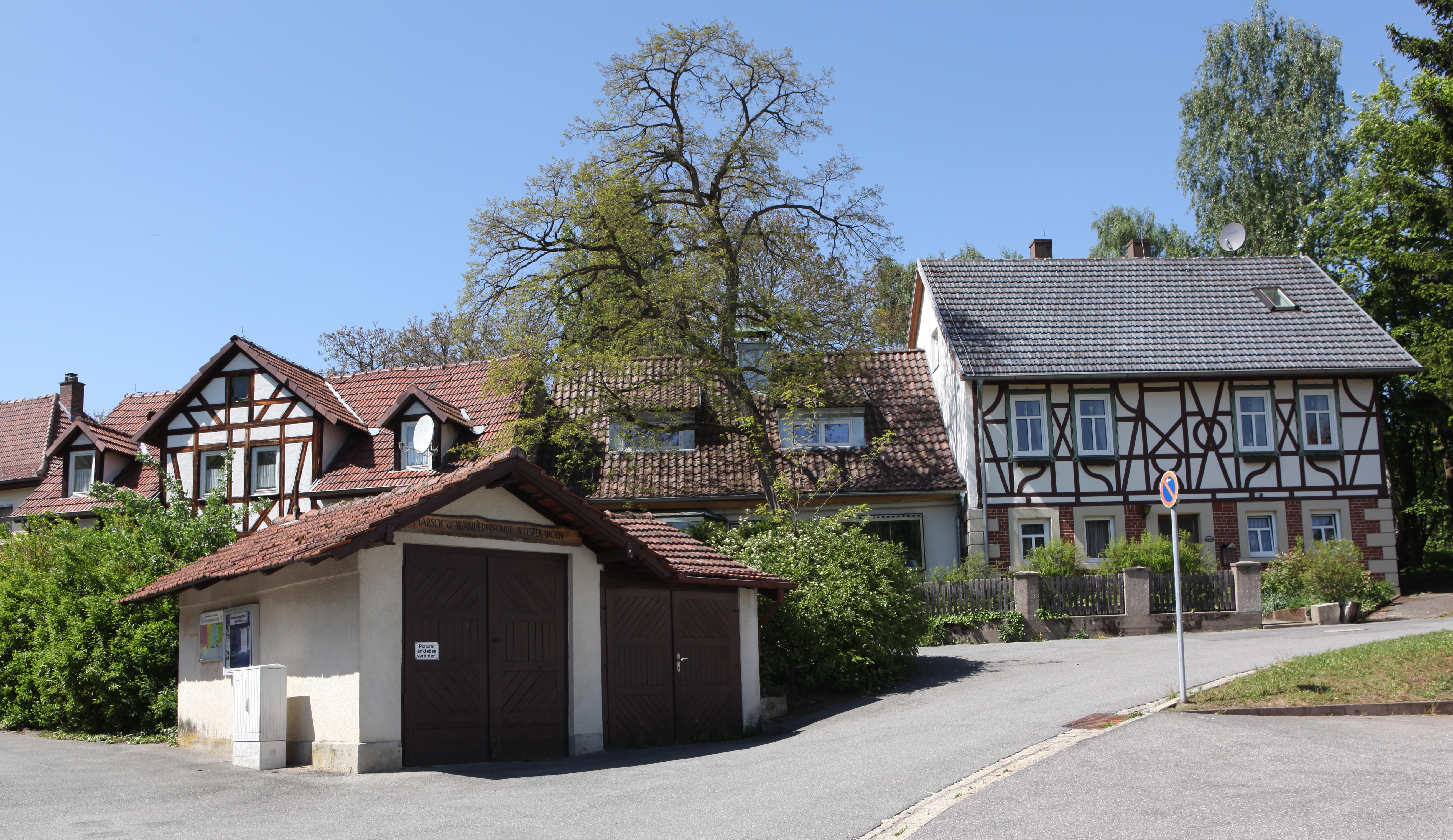
Kaffeeweg

Wüstenahorn ist ein Stadtteil der oberfränkischen Stadt Coburg, der etwa zwei Kilometer südwestlich der Kernstadt liegt.

## Geografie
Wüstenahorn umfasst eine Fläche von 1,23 Quadratkilometern und grenzt im Süden an Ahorn und im Westen an Scheuerfeld. Die Einwohnerzahl nahm zwischen 2002 und 2009 ab; während sie im Jahr 2002 bei 2002 lag, sank sie bis 2009 auf 1740. Die Landschaft ist noch relativ naturbelassen und setzt sich vor allem aus Mischwäldern und Wiesenflächen zusammen. Wüstenahorn hat den Siedlungscharakter eines städtischen Wohnviertels.

## Geschichte
Heinrich von Sonneberg, Ministerialer im Dienst der Herzöge von Andechs-Meranien, ist für 1225 als Besitzer von „minor Ahorn“ beziehungsweise „Cleinahorn“ (die damalige Bezeichnung des Ortes) belegt. Der heutige Name Wüstenahorn wurde erstmals 1356 als „Hoff zcum wustin ahorn“ erwähnt und lässt sich aus einer sehr geringen Einwohnerzahl oder verlassenen Häusern herleiten. Das Rittergut im Süden des Ortes wurde erstmals 1494 als Besitz des Heinz von Lichtenberg erwähnt.
Im Jahr 1910 hatte der Ort 347 Einwohner und 1925 waren es 407. Nachdem 1919 die Eingemeindung nach Coburg gescheitert war, kam sie am 1. Juli 1934 mit 586 Einwohnern und 123 Hektar Gemeindefläche zustande.
Zwei Jahre Jahr zuvor wurde im Wüstenahorner Wald ein Barackenlager des Freiwilligen Arbeitsdienstes der Stadt Coburg eingerichtet, der Prototyp des späteren Reichsarbeitsdienstes. Arbeitslose männliche Jugendliche wurden zwecks „vorübergehender Beschäftigung und Erziehung“ kaserniert. Der oberste Leitsatz war: „Keine Wohlfahrtsunterstützung ohne Arbeit“. Für den Bezug von Sozialleistungen wurde somit direkt die persönliche Notlage der Betroffenen mit der Bereitschaft zu öffentlicher Arbeit verknüpft. 60 Mann im Durchschnitt waren der Regel nach ein halbes Jahr im Lager. Die NSDAP-Propaganda sorgte dafür, dass der Coburger Arbeitsdienst als Idee der Partei reichsweit bekannt gemacht wurde. Viele Kommunalpolitiker anderer Gemeinden statteten Besuche ab, auch weil mit den Einnahmen des Lagers das städtische Sozialsystem mitfinanziert wurde. Im September 1932 folgte allerdings die Eingliederung dieses durch die Kommune paramilitärisch geleiteten Arbeitslagers in den Freiwilligen Arbeitsdienst des Reiches, da dieser zu 90 % bezuschusst wurde.
Bis Anfang der 1950er Jahre war Wüstenahorn ein ländlich geprägter Stadtteil mit einer Bebauung entlang der heutigen Karl-Türk-Straße. Ab Mitte desselben Jahrzehntes begann der Wohnhausbau durch die städtische Wohnbau GmbH, der bis 1960 anhielt. Im Jahr 1964 wurde die Johanneskirche auf der Hut fertiggestellt. In den 1970er Jahren wurde der Wohnungsbau erweitert. Mitte der 1970er Jahre wurde der Wolfgangsee angelegt, der zuvor ein Sumpf war. Seitdem hat sich die Struktur des Ortes deutlich verändert. Ein größerer Teil des Wohnungsbestandes ist inzwischen überaltert. Außerdem kennzeichnen Arbeitslosigkeit, niedrige Einkommen, Integrationsprobleme und Überalterung einen großen Teil der Bevölkerung. Daher wurde Wüstenahorn 2008 in das Städtebauförderungsprogramm Soziale Stadt für Stadtteile mit besonderem Entwicklungsbedarf aufgenommen. Neben der Sanierung und Bereitstellung von bezahlbarem Wohnraum sollen auch die Bereiche Soziales, Wohnumfeld, Wirtschaft, Ökologie, Kultur und Bildung verbessert werden. Das Programm wird sich über mehrere Jahre hinziehen.

## Wirtschaft
Die Wirtschaft wird hauptsächlich durch die Landwirtschaft und den Einzelhandel bestimmt. Angebaut werden Kartoffeln, Mais, Getreide, Raps und Runkelrüben. Der Einzelhandel beschränkt sich auf kleinere Läden und eine Apotheke. Als neues wirtschaftliches Potential wird die Umgestaltung des Wolfgangsees zu einer Freizeitattraktion gesehen. Zu diesem Zweck wurde er 2009 trockengelegt und wieder befüllt. Der See wird bis dato. hauptsächlich von Anglern genutzt.

## Infrastruktur

### Verkehr
Wüstenahorn verfügt über ein relativ gut erschlossenes Verkehrsnetz. Es bestehen zwei Busverbindungen zwischen Wüstenahorn und der Innenstadt, ansonsten existieren weitere Straßenverbindungen.

### Bildung und Gesundheit
Im Jahre 2009 waren in Wüstenahorn ein Allgemeinmediziner und ein Zahnarzt tätig. Die Melchior-Franck-Schule (Grundschule) ist die einzige Schule, die in Wüstenahorn ihren Sitz hat. Daneben gibt es zwei Kindergarten der Evangelisch-Lutherischen Kirchengemeinde.
Außerdem ist in dem Stadtteil das Alten- und Pflegeheim St. Josef ansässig.

## Kultur

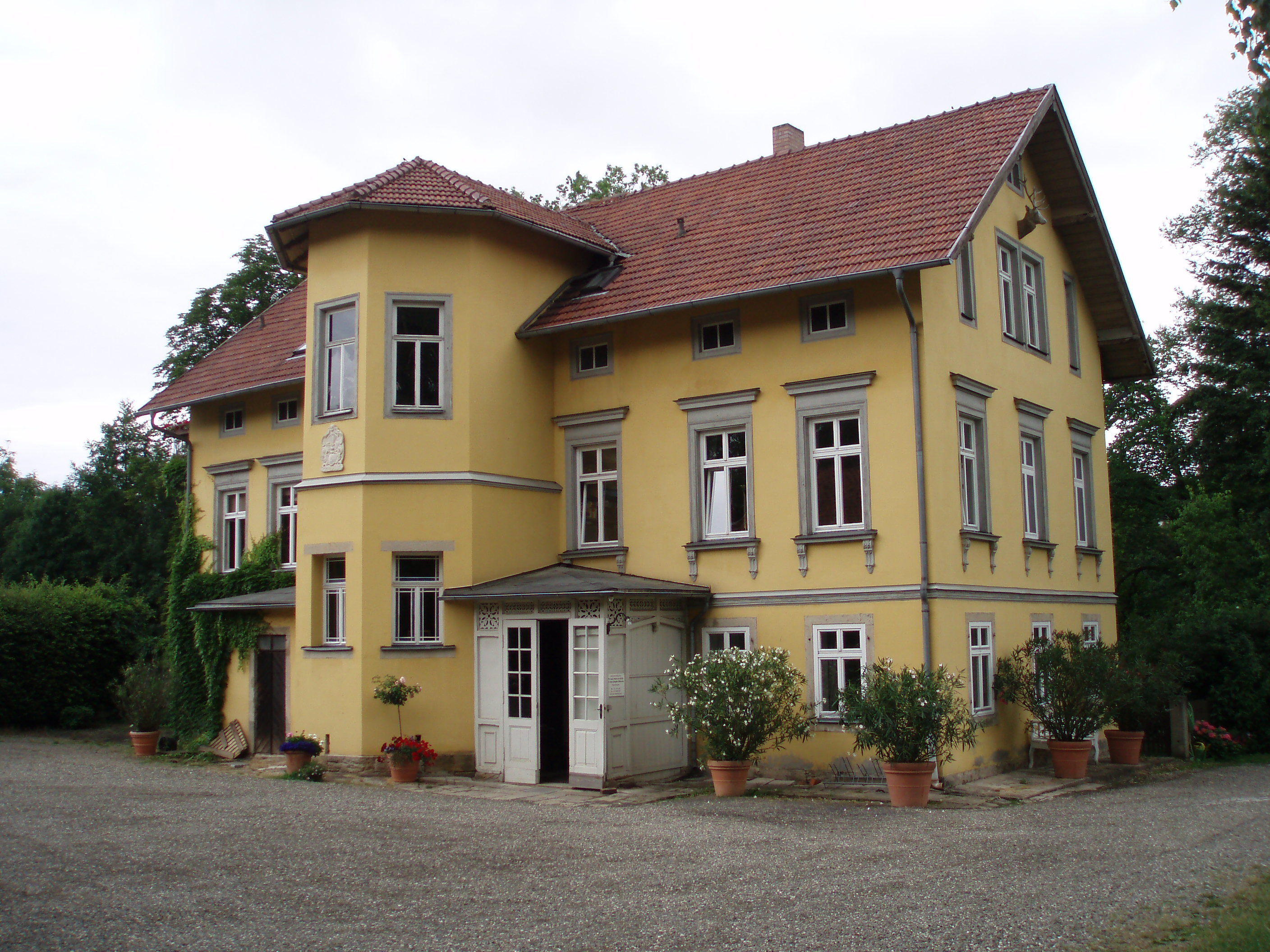
Wohngebäude des Rittergutes

In Wüstenahorn gibt es eine Kirche der Adventgemeinde, für Wüstenahorn zuständig ist seit 1964 die evangelisch-lutherische Johanneskirche auf der Hut. Im Ort befinden sich der Sportplatz der Sportvereinigung Wüstenahorn 1950 e. V. und die Kleingartenanlagen Kaffeeweg, Am Teich und Lauersgraben so wie auch ein Feuerwehraus LZ 04 der Freiwilligen Feuerwehr Coburg. Das Rittergut mit einem Wohnhaus steht unter Denkmalschutz.